# Júlio Oscar de Novaes Carvalho
Júlio Oscar de Novaes Carvalho (Recife, 17 de outubro de 1875 – 3 de fevereiro de 1962) foi um médico brasileiro.

## Biografia
Nascido no Recife, filho do ministro do Supremo Tribunal José Novaes de Souza Carvalho, estudou e formou-se em medicina na Faculdade de Medicina do Rio de Janeiro em 1904.
Bacharelou-se também em Engenharia Civil e em Ciências Físicas e Naturais, na Escola Politécnica do Rio de Janeiro.
Foi eleito membro da Academia Nacional de Medicina, ocupando a Cadeira 80, onde é patrono da Cadeira 80.

## Trabalhos publicados
- Em torno do beribéri e sua topografia anestésica (1905)
- De um caso de Moléstia de Recklinghausen com melanodermia congênita (1914)
- Estudo médico-cirúrgico de um caso de esplenomegalia no estado hipertrófico-preatrófico de cirrose hepática ao evoluir do mal de banti (1915)
- O sigilo pericial (1919)
- Meningite cérebro-espinhal (1920)
- Em torno da luxação congênita do quadril (1924).[1]

Dirigiu e foi redator-chefe da Revista da Sociedade De Medicina e Cirurgia do Rio de Janeiro.
Colaborou com os seguinte periódicos médicos:
- Tribuna Médica
- Gazeta Clínica
- Arquivos Brasileiros de Psiquiatria, Neurologia e Ciências Afins.

## Política
Foi eleito deputado federal pelo Distrito Federal em 1934.